# Saccamminidae
Saccamminidae es una familia de foraminíferos bentónicos de la superfamilia Saccamminoidea, del suborden Saccamminina y del orden Astrorhizida. Su rango cronoestratigráfico abarca desde el Ordovícico hasta la Actualidad.

## Discusión
Clasificaciones previas incluían Saccammininae en la superfamilia Astrorhizoidea, así como en el suborden Textulariina del orden Textulariida.

## Clasificación
Saccamminidae incluye a las siguientes subfamilias y géneros:
- Subfamilia Saccammininae
  - Brachysiphon †
  - Conqueria
  - Cribrothalammina
  - Hyperamminita †
  - Lagenammina
  - Marsupulinoides
  - Ovammina
  - Pilulinella
  - Placentammina †
  - Psammophaga
  - Pseudosacculinella
  - Saccammina †
  - Saccamminella
  - Sacculinella †
  - Stomasphaera †
  - Technitella
  - Titanotheka †
- Subfamilia Pilulininae
  - Pilulina
- Subfamilia Thurammininae
  - Astrammina
  - Bahianofusus
  - Orbulinelloides
  - Ordovicina †
  - Pseudothurammina
  - Thurammina †
- Subfamilia Causiinae
  - Causia
- Subfamilia Colonammininae
  - Colonammina †
  - Jascottella †
  - Nubeculariella
- Subfamilia Tholosininae
  - Iridia
  - Mesammina †
  - Scyphocodon †
  - Tholosina

Otros géneros de Saccamminidae no asignados a ninguna subfamilia son:
- Arnoldiellina
- Diplosphaerella, de posición taxonómica incierta
- Bithekammina
- Leptammina

Otros géneros asignados a Saccamminidae y actualmente clasificados en otras familias son:
- Amphitremoida † de la subfamilia Saccammininae, ahora en la familia Hippocrepinellidae
- Croneisella † de la subfamilia Saccammininae, ahora en la familia Hippocrepinellidae
- Gastroammina † de la subfamilia Thurammininae, ahora en la familia Stegnamminidae

Otros géneros considerados en Saccamminidae son:
- Bogdanovicziella de la subfamilia Saccammininae, aceptado como Placentammina
- Cedhagenia de la subfamilia Saccammininae
- Dahlgrenia de la subfamilia Saccammininae, sustituido por Dahlgreniella
- Dahlgreniella de la subfamilia Saccammininae, aceptado como Ovammina
- Dioxeia de la subfamilia Saccammininae, aceptado como Technitella
- Hyperamminella de la subfamilia Saccammininae, aceptado como Technitella
- Lavella de la subfamilia Saccammininae
- Mamilla † de la subfamilia Colonammininae, aceptado como Jascottella
- Nellya de la subfamilia Saccammininae
- Niveus de la subfamilia Saccammininae, de posición taxonómica incierta
- Proteonella de la subfamilia Saccammininae, como Marsipella o también como Pseudomarsipella
- Pseudoplacopsilina de la subfamilia Tholosininae, aceptado como Tholosina
- Silicammina de la subfamilia Saccammininae, aceptado como Placentammina